# گروه سیگنال انترتینمنت
گروه سیگنال اینترتینمنت (انگلیسی: Signal Entertainment Group) شرکت رسانه‌ای کره‌ای است، که در سال ۱۹۹۱ تأسیس شد.